# 本吉原駅
本吉原駅（ほんよしわらえき）は、静岡県富士市今泉一丁目にある岳南電車岳南鉄道線の駅である。駅番号はGD04。

## 歴史
- 1950年（昭和25年）4月18日：岳南鉄道の初代吉原駅（よしわらえき）として開業。
- 1951年（昭和26年）12月20日：岳南富士岡駅までの延伸に伴い途中駅となる。
- 1956年（昭和31年）4月10日：本吉原駅に改称。
- 2013年（平成25年）4月1日：経営移管に伴い、岳南電車の駅となる。
- 2021年（令和3年）3月19日：プラットホーム及びホーム上屋が国の登録有形文化財に答申される[1][2]。

## 駅構造
島式ホーム1面2線を有する地上駅で、列車の交換が可能である。
ホームの長さは約55 mで開業時に間知石積みの技法で築造されたものが残されている。また、ホーム上にある上屋は1968年増築時に建てられたもので、湾曲させた鋼管の支柱と屋根のアーチがキノコ状になった鉄骨造スレートぶき上屋である。
ホームの西端に、構内の北側へ抜ける構内踏切が繋がっている。かつて貨物の取扱があった当駅には駅舎の他に三本の側線と貨物ホームがあったが、貨物取扱が廃止された後1993年（平成5年）に無人駅になり、翌年老朽化のため駅舎が撤去された。

### のりば
| のりば | 路線        | 方向 | 行先         |
| ------ | ----------- | ---- | ------------ |
| 南側   | ■岳南鉄道線 | 上り | 吉原方面     |
| 北側   | ■岳南鉄道線 | 下り | 岳南江尾方面 |

## 利用状況
「静岡県統計年鑑」によれば、1日平均の乗降人員は以下のとおりである。
- 2001年度 - 252人（乗車81人・降車171人）
- 2002年度 - 250人（乗車78人・降車172人）
- 2003年度 - 256人（乗車77人・降車179人）
- 2004年度 - 272人（乗車86人・降車186人）
- 2007年度 - 289人（乗車88人・降車201人） - この乗降人員は岳南線の全10駅の中で3番目に多い。

## 駅周辺

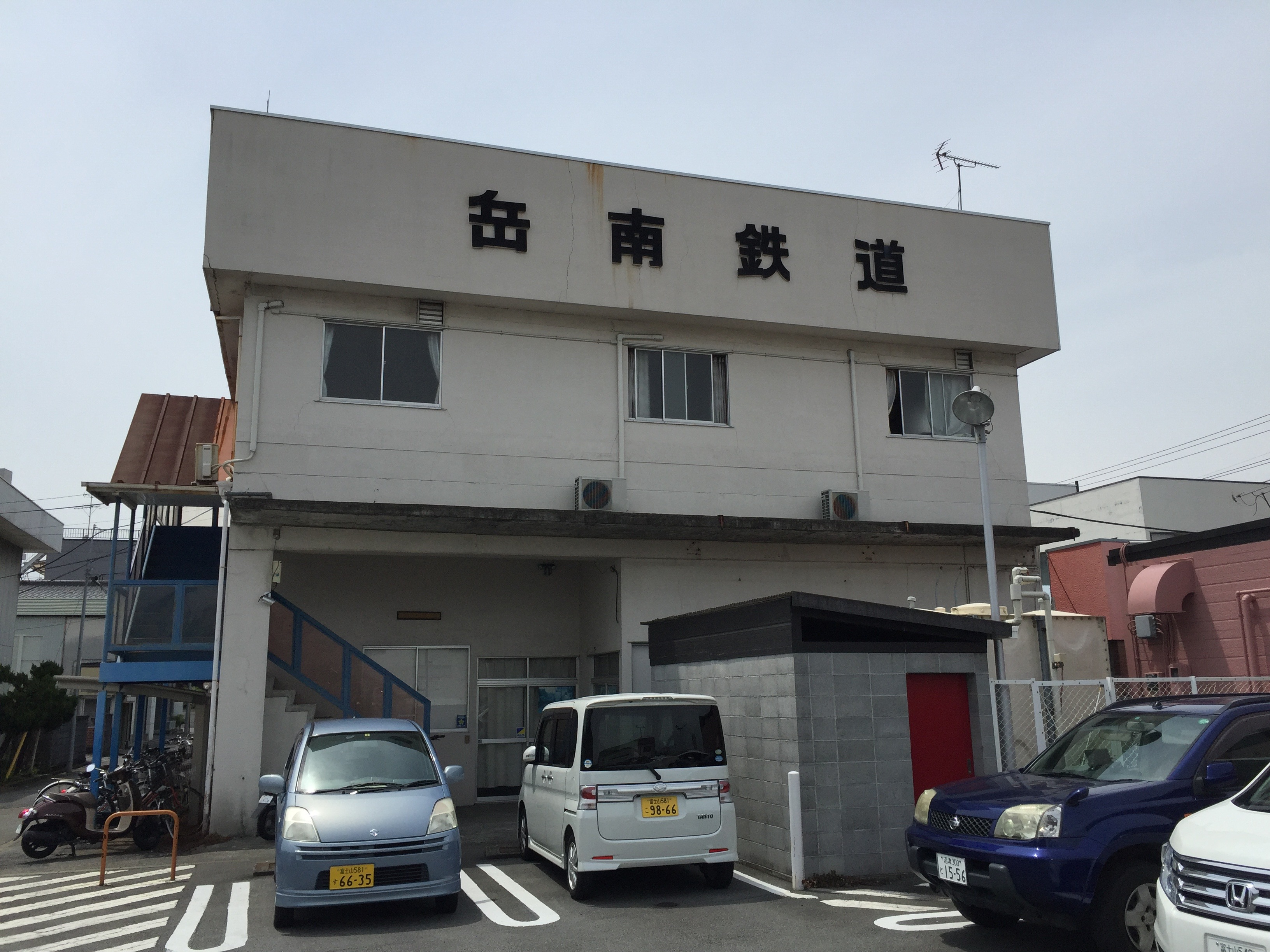
岳南鉄道本社

工場や住宅のほかに、郊外型ショッピング街がある。
- 岳南鉄道本社
- 富士市立吉原第二中学校
- 富士市立今泉小学校
- 西友富士今泉店

## バス路線
| 乗り場       | 乗り場 | 系統                                         | 主要経由地                                 | 行先       | 運行会社       | 備考         |
| ------------ | ------ | -------------------------------------------- | ------------------------------------------ | ---------- | -------------- | ------------ |
| 岳鉄本吉原駅 |        | ひまわりバス吉原中央駅循環（みどりコース）   | 岳鉄吉原本町駅・吉原中央駅・富士中央病院   | 吉原中央駅 | 富士急静岡バス | 平日土曜運転 |
| 岳鉄本吉原駅 |        | ひまわりバス吉原中央駅循環（おれんじコース） | 市場町・吉原高校・吉原中央駅・富士中央病院 | 吉原中央駅 | 富士急静岡バス | 平日土曜運転 |

## 隣の駅
岳南電車
■岳南鉄道線
吉原本町駅 (GD03) - 本吉原駅 (GD04) - （田宿信号所） - 岳南原田駅 (GD05)